# Jeux vénitiens
Jeux vénitiens (che in lingua francese significa "giochi veneziani") è un'opera del compositore polacco Witold Lutosławski, scritta nel 1961 su commissione dell'Orchestra Filarmonica di Cracovia. La prima esecuzione si tenne il 21 aprile 1961 a Venezia; un'ulteriore esecuzione si ebbe nell'autunno dello stesso anno a Varsavia.
Considerato il primo brano del periodo maturo di Lutosławski, Jeux vénitiens si ispira alla scrittura di John Cage ed è un'opera di rilievo in virtù dell'uso della tecnica dell'alea controllata: i quattro movimenti di cui si compone il brano sono determinati da Lutosławski solo nella loro forma generale e nella struttura armonica di fondo. La concreta realizzazione degli intrecci contrappuntistici e delle effettive concatenazioni armoniche cambia di volta in volta ad ogni esecuzione, secondo l'inventiva degli esecutori che possono adoperare il materiale fornito dal compositore secondo le istruzioni combinatorie che egli stesso indica in notazione.

## Analisi del primo movimento
La partitura del primo movimento contiene otto eventi musicali riquadrati ed etichettati con le prime otto lettere dell'alfabeto (A, B, C, D, E, F, G, H). Le sezioni A, C, E e G hanno funzione di refrain. Quattro strumenti a percussione segnalano l'inizio di ciascuna di queste sezioni, composta da vivaci linee non misurate eseguite dai legni. Ogni refrain successivo incrementa la strumentazione. Quindi: 
- la sezione C presenta legni e 3 timpani;
- la sezione E, oltre agli strumenti indicati, aggiunge 3 strumenti d'ottone;
- la sezione G aggiunge ulteriormente il pianoforte.

A parte la sezione E, ogni refrain aggiunge durata secondo multipli di sei secondi. Dunque le durate di ogni sezione di refrain sono le seguenti: 
- A: 12 secondi
- C: 18 secondi
- E: 6 secondi
- G: 24 secondi

Le sezioni B, D, F, e H fungono invece da interludi contrastanti. Similmente a quanto accade con i refrain, anche qui l'inizio di ogni sezione è segnalato da strumenti a percussione; qui però gli interludi sono caratterizzati da una scrittura morbida e statica affidata agli strumenti ad arco.
Altra caratteristica notevole di questa composizione è l'uso caratteristico che Lutosławski fa della musica dodecafonica. Gli accordi dodecafonici di Lutosławski sono simmetrici e spesso utilizzano un numero limitato di intervalli. Per esempio, la scrittura per legni della sezione A contiene il totale cromatico (tutte le dodici note della scala cromatica) e mostra la seguente struttura intervallare, dal basso verso l'alto: 23222 / 5 / 22232. Significa che, dato un primo suono, il secondo è a distanza di un intervallo di seconda (ecco perché la prima cifra è 2), il terzo dista un intervallo di terza (3), il quarto ancora una seconda, così come il quinto e il sesto. E così via. Una simile aleatorietà contrappuntistica genera una speciale massa sonora in cui lo spettro cromatico completo non è del tutto coperto simultaneamente; più che una serie di cluster, l'ascoltatore può ascoltare gli accordi dodecafonici di Lutosławski come spazializzati secondo una certa simmetria.